# Kabinett Šarec

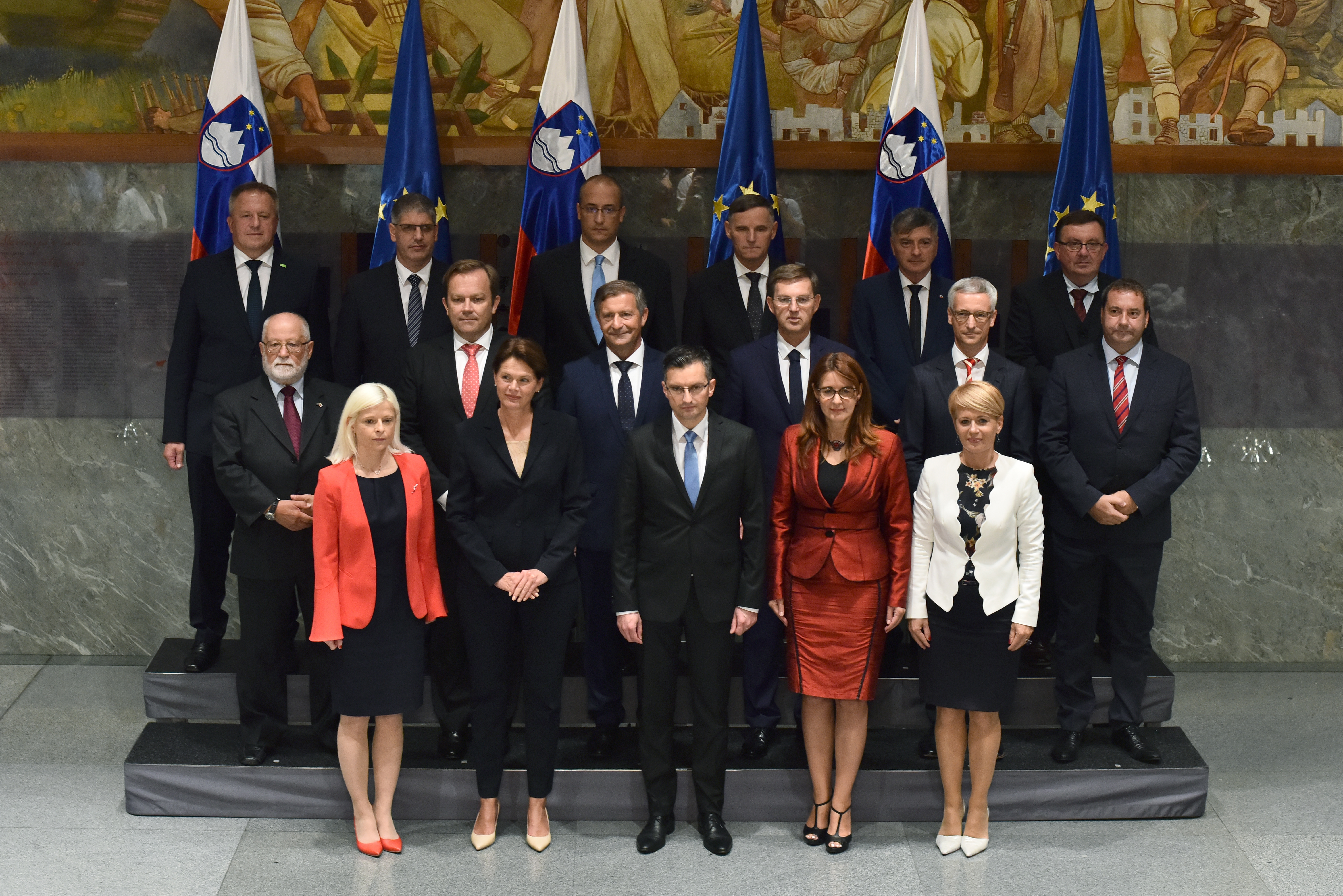
Kabinett Šarec (2018)

Das Kabinett Šarec war die slowenische Regierung vom 13. September 2018 bis 2020.

## Geschichte
Sie wurde im August 2018 mit einer deutlichen Mehrheit gewählt und stützte sich im stark zersplitterten Državni zbor auf eine breite Mitte-Links-Koalition. An der Koalition beteiligt waren die liberalen Parteien LMŠ, SMC und SAB, die Pensionistenpartei DeSUS und die sozialdemokratische SD. Zudem bestand eine Vereinbarung für eine Duldung durch die linke Levica.
Regierungsvorsitzender war Marjan Šarec (LMŠ). Er war bei seinem Amtsantritt mit einem Alter von 40 Jahren der bis dahin jüngste Regierungschef Sloweniens seit der Unabhängigkeit 1991. Mit Miro Cerar (SMC, Äußeres) und Alenka Bratušek (SAB, Infrastruktur) gehörten der Regierung auch zwei frühere Regierungsvorsitzende an.
Die Koalition wurde als Gegengewicht zur populistischen SDS Janez Janšas, der größten Parlamentspartei, interpretiert und als wenig stabil betrachtet. Man hatte sich inhaltlich weitgehend auf eine Fortsetzung der Arbeit der Vorgängerregierung Cerar geeinigt.
Im Jänner 2020 erklärte Premier Marjan Šarec seinen Rücktritt, die Regierung blieb geschäftsführend im Amt. Im März 2020 wurde das Kabinett vom Kabinett Janša III abgelöst.

## Aufteilung der Ministerien und Kabinettsmitglieder
Am 20. August 2018 einigten sich die Parteivorsitzenden der fünf Koalitionsparteien auf folgende Aufteilung der Ministerien:
| Amt oder Ressort                                                                   | Amtsinhaber                           | Partei |
| Ministerpräsident                                                                  | Marjan Šarec                          | LMŠ    |
| Äußeres und stellvertretender Ministerpräsident                                    | Miro Cerar                            | SMC    |
| Infrastruktur und stellvertretende Ministerpräsidentin                             | Alenka Bratušek                       | SAB    |
| Erziehung, Wissenschaft und Sport und stellvertretender Ministerpräsident          | Jernej Pikalo                         | SD     |
| Verteidigung und stellvertretender Ministerpräsident                               | Karl Erjavec                          | DeSUS  |
| Landwirtschaft, Forsten und Lebensmittel                                           | Aleksandra Pivec                      | DeSUS  |
| Kultur                                                                             | Dejan Prešiček bis 28. Januar 2019    | SD     |
| Kultur                                                                             | Zoran Poznič ab 8. März 2019          | SD     |
| Wirtschaftliche Entwicklung und Technologie                                        | Zdravko Počivalšek                    | SMC    |
| Umwelt und Raumplanung                                                             | Jure Leben bis 27. Februar 2019       | SMC    |
| Umwelt und Raumplanung                                                             | Simon Zajc ab 27. März 2019           | SMC    |
| Finanzen                                                                           | Andrej Bertoncelj bis 27. Januar 2020 | LMŠ    |
| Gesundheit                                                                         | Samo Fakin bis 8. März 2019           | LMŠ    |
| Gesundheit                                                                         | Aleš Šabeder ab 8. März 2019          | LMŠ    |
| Inneres                                                                            | Boštjan Poklukar                      | LMŠ    |
| Justiz                                                                             | Andreja Katič                         | SD     |
| Arbeit, Familie, Soziales und Gleichberechtigung                                   | Ksenija Klampfer                      | SMC    |
| Öffentliche Verwaltung                                                             | Rudi Medved                           | LMŠ    |
| Minister ohne Geschäftsbereich für die Slowenische Diaspora                        | Peter Jožef Česnik                    | SAB    |
| Minister ohne Geschäftsbereich für Entwicklung, Strategische Projekte und Kohäsion | Marko Bandelli bis 13. November 2018  | SAB    |
| Minister ohne Geschäftsbereich für Entwicklung, Strategische Projekte und Kohäsion | Iztok Purič bis 20. September 2019    | SAB    |
| Minister ohne Geschäftsbereich für Entwicklung, Strategische Projekte und Kohäsion | Alenka Bratušek kommissarisch         | SAB    |
| Minister ohne Geschäftsbereich für Entwicklung, Strategische Projekte und Kohäsion | Angelika Mlinar ab 19. Dezember 2019  | SAB    |

Am 29. August 2018 unterzeichneten Marjan Šarec (LMŠ), Dejan Židan (SD), Miro Cerar (SMC), Alenka Bratušek (SAB) und Karl Erjavec (DeSUS) die Koalitionsvereinbarung. Die Liste der Minister sollte am Freitag, den 31. August 2018 vor das Parlament gehen.